# Xanthomyrtus montis-sucklingii
Xanthomyrtus montis-sucklingii är en myrtenväxtart som beskrevs av Andrew John Scott. Xanthomyrtus montis-sucklingii ingår i släktet Xanthomyrtus och familjen myrtenväxter.
Artens utbredningsområde är Papua Nya Guinea. Inga underarter finns listade i Catalogue of Life.